# Маунтин Вју (Оклахома)
Маунтин Вју (енгл. Mountain View) град је у америчкој савезној држави Оклахома.

## Демографија
По попису из 2010. године број становника је 795, што је 85 (-9,7%) становника мање него 2000. године.
| Група             | 2000.       | 2010.       |
| Белци             | 747 (84,9%) | 624 (78,5%) |
| Афроамериканци    | 3 (0,3%)    | 1 (0,1%)    |
| Азијати           | 2 (0,2%)    | 0 (0,0%)    |
| Хиспаноамериканци | 22 (2,5%)   | 22 (2,8%)   |
| Укупно            | 880         | 795         |